# John Reith, 1. Baron Reith

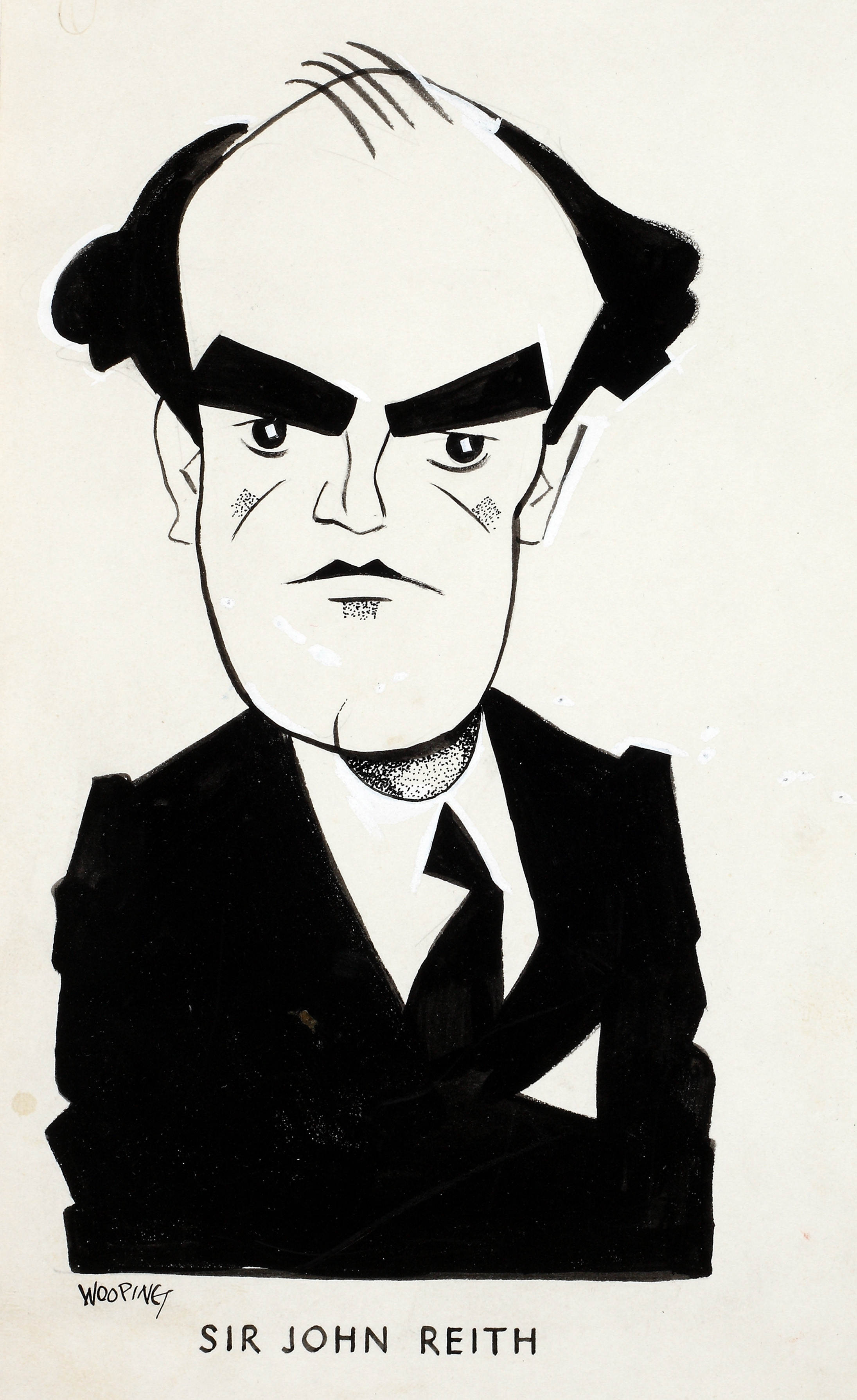
John Reith (Holzschnitt)

John Charles Walsham Reith, 1. Baron Reith KT GCVO GBE CB TD PC (* 20. Juli 1889 in Stonehaven, Schottland; † 16. Juni 1971 in Edinburgh) war der Gründervater und von 1922 bis 1938 erster Generaldirektor der 1922 gegründeten BBC (British Broadcasting Company, seit 1927 British Broadcasting Corporation). Sein Konzept, das Radio als ein Medium zur Erziehung der Massen zu sehen, prägte die BBC und vergleichbare Sender auf der gesamten Welt jahrzehntelang.

## Karriere
Reith, der jüngste Sohn des Pfarrers und späteren Moderators der United Free Church of Scotland George Reith, besuchte die renommierte Privatschule The Glasgow Academy und später die Gresham’s School in Norfolk. Sein Vater schickte ihn dann gegen seinen Willen in eine Lehre bei der North British Locomotive Company. Daneben diente er in der Territorial Army.
Im Ersten Weltkrieg diente er zunächst als Offizier der 5th Scottish Rifles, wurde verwundet und wurde dann zu den Royal Engineers versetzt, wo er bis zum Captain aufstieg. Zeitweise war er 1918 auch als Major der Royal Marine Engineers eingesetzt. 1922 war er bei der Parlamentswahl für die Konservative Partei in London tätig. Er bewarb sich auf eine Zeitungsanzeige hin bei der BBC und erhielt die Direktorenstelle. Reith setzte den Printmedien heftigen Widerstand entgegen, als diese im Januar 1923 beschlossen, dass das Abdrucken des Programmes der BBC in den Zeitungen auf eigene Kosten erfolgen sollte. Die Opposition gab nach wenigen Monaten auf, aber inzwischen brachte Reith die Wochenzeitschrift Radio Times heraus. 1938 gab er sein Amt auf, nachdem ihm dies von Premierminister Neville Chamberlain nahegelegt worden war.
Nach Beginn des Zweiten Weltkriegs übernahm Reith 1940 das Ministry of Information und war für kurze Zeit Mitglied des britischen Unterhauses. Nach Chamberlains Rücktritt wechselte er im Kabinett von Winston Churchill, zu dem er zeit seines Lebens ein äußerst schlechtes Verhältnis hatte, in das Verkehrsministerium. Von Oktober 1940 bis zum Februar 1942 war Reith Minister of Works & Buildings and First Commissioner of Works, er war verantwortlich für den Wiederaufbau der Städte, die von den Deutschen bombardiert worden waren. Am 21. Oktober 1940 wurde er als Baron Reith, of Stonehaven in der County of Kincardine, zum erblichen Peer erhoben und wurde dadurch Mitglied des House of Lords. Nach seinem Ausscheiden aus dem Kabinett war er bis Kriegsende in der Admiralität tätig.
Nach dem Krieg war er in verschiedenen Vorstandsfunktionen tätig unter anderem bei der Colonial Development Corporation und bei Versicherungsgesellschaften. Von 1965 bis 1968 war er Lordrektor der Universität Glasgow, 1967/68 war er Lord High Commissioner to the General Assembly of the Church of Scotland.
1948 führte die BBC zu seinen Ehren die Reith Lectures ein, eine jährliche Vorlesungsreihe auf BBC Radio 4, in der bedeutende Persönlichkeiten zu Themen von allgemeinem Interesse referieren. Die Reihe besteht mittlerweile mehr als 60 Jahre, erster Dozent war Bertrand Russell, 2009 sprach Michael Sandel.

## Privatleben
Als Reith 1917 nach einem zweijährigen Aufenthalt in den Vereinigten Staaten wieder ins Vereinigte Königreich zurückkehrte, verliebte er sich in Muriel Odhams, die er dann auch heiratete. Nach Angaben seiner Tochter soll er eine Vielzahl von außerehelichen Beziehungen, darunter auch eine zu einem Mann, gehabt haben.
Reith pflegte einen aufwendigen Lebensstil und beschäftigte zeitweise bis zu acht Bedienstete. Dies führte dazu, dass er in seinen letzten Lebensjahren nahezu mittellos war. Er litt in dieser Zeit auch an schweren Depressionen. Reith verstarb 1971 im Alter von 81 Jahren in Edinburgh. Die Baronie ging auf seinen Sohn über, der im folgenden Jahr für sich persönlich auf den Titel verzichtete. Der Titel lebte bei dessen Tod 2016 wieder auf.